# François Duhourcau
Œuvres principales
L'Enfant de la victoire
François Duhourcau, né le 5 février 1883 à Angers (Maine) et mort le 3 mars 1951 à Bayonne (Basses-Pyrénées), est un romancier, essayiste et historien français, lauréat du Grand prix du roman de l'Académie française en 1925.

## Biographie
François Jules Marie Joseph Duhourcau est le quatrième des cinq enfants du docteur Émile Duhourcau (1847-1904), médecin, pharmacien, maire de Cauterets, et de Mathilde Gaucher (1852-1932). 
Il entre à l'École militaire de Saint-Cyr, en sort dans la promotion de La tour d'Auvergne) dans l'infanterie en 1905. Sous-lieutenant au 71e régiment d'infanterie en 1905, lieutenant en 1907, affecté au 49e régiment d'infanterie en 1914 et promu capitaine en novembre 1914, il est grièvement blessé le 29 août 1914 et amputé du bras gauche. Il fait l’objet de deux citations : « conduite héroïque à Lorival le 29 août 1914 ; gravement blessé, a refusé le secours de ses hommes en leur disant : restez à votre poste de combat » ; « Vaillant officier. Atteint très grièvement à son poste de commandement le 13 décembre 1914 à Heurtebise, a fait preuve d’un énergie et d’un sang-froid au-dessus de tout éloge en refusant de quitter son poste avant d’avoir fait procéder au relèvement de ses soldats et donné les ordres que comportait la situation.  Amputé du bras gauche, une blessure antérieure ». Avec la Croix de guerre 1914-1918, il reçoit la Légion d’honneur au grade de chevalier en 1915, d’officier en 1919 (avec prise de rang en 1917) et de commandeur en 1934. Le 14 novembre 1938 le maréchal Pétain en personne élève Duhourcau à la dignité de grand officier de la Légion d’honneur. 
Après la guerre il se consacre à une carrière de romancier, essayiste et historien, et obtient le Grand Prix du roman de l’Académie française en 1925. Il fut vice-président des Écrivains combattants, président fondateur en 1919 du Groupement des mutilés et combattants basques et béarnais
François Duhourcau épouse Jeanne-Renée-Marie-Thérèse dite Marise (ou Maryse) Ducazeau, femme de lettres qui se fit connaître sous le pseudonyme de Claude Socorri. Ils rendent souvent visite, l'été, à leur voisin Francis Jammes à Hasparren,,.

## Décorations
- Grand officier de la Légion d'honneur

- Croix de guerre 1914–1918

- Croix du combattant

## Œuvres
- Juvenilia, Biarritz, Éditions Soulié, 1912
- La Révolte des morts, Bayonne, Bodiou éditeur, 1920 ; seconde édition : Paris, Éditions de la Vraie France, 1924
- Un homme à la mer, préface de Maurice Barrès, Bayonne, Bodiou éditeur, 1921; seconde édition : Paris, Bernard Grasset, 1922. – Prix Auguste-Furtado de l’Académie française en 1922[1]
- La Rose de Jéricho, Paris, Albin Michel (collection Le roman littéraire), 1924
- L'Enfant de la victoire, Paris, Éditions de la Vraie France, 1925 – Grand prix du roman de l'Académie française[1] Avec La révolte des morts et Un homme à la mer, ce volume constitue une trilogie romanesque que l'auteur appela Le cycle de la tourmente.
- La Demi-Morte, Paris, Bernard Grasset, 1925
- Grappes de Jurançon et d'Irouléguy, Pau, Éditions la Herrade, 1927
- La Voix intérieure de Maurice Barrès, d'après ses cahiers, Paris, Bernard Grasset, 1929
- Le Roman de Roncevaux, Paris, Éditions Excelsior, 1932
- Une sainte de la Légende dorée. Sainte Bernadette de Lourdes, Paris, Bernard Grasset, 1933
- La Mère de Napoléon, Letizia Bonaparte, Paris, Éditions Excelsior, 1933
- Le Saint des temps de misère. François d'Assise, Paris, Éditions Spes, 1936
- Bonaparte peint par lui-même, préface de Sainte-Beuve, Paris, Éditions Excelsior, 1937
- Les Trois B : Basquie, Béarn, Bigorre, préface de Francis Jammes, Paris, H.-G. Peyre, 1937
- Jeanne d'Arc ou le Miracle français, préface de Jules Lemaître, Paris, Plon, 1939
- Henri IV, libérateur et restaurateur de la France, Paris, Plon, 1941
- Béarn, Pays basque et Côte d'argent, Paris, B. Arthaud, 1944
- Jésus-Christ, Paris, Éditions Spes,1946